# Matambwe
Matambwe ist eine Siedlung im Nordwesten des Selous-Wildschutzgebietes in Tansania.
In Matambwe befindet sich eine Hauptzufahrt des Schutzgebietes (in der Verlängerung der Piste von Morogoro), die Verwaltung des Wildschutzgebietes und das Hauptquartier der Wildhüter. Dauerhafte Bewohner der Siedlung sind nur die Wildhüter und Angestellte der Schutzgebietsverwaltung sowie deren Familien, insgesamt etwa 500 Menschen. Hinzu kommen oft Wissenschaftler, meist Biologen und Geologen, gelegentlich auch Filmteams und deren Mitarbeiter. Von der nahe gelegenen Landepiste bestehen regelmäßige Linienflüge mit Propellermaschinen nach Dar es Salaam.

## Tourismus
Eine Lodge der Mittelklasse mit Unterkünften für 40 Touristen befindet sich etwa sechs Kilometer entfernt. Von dort werden u. a. Safaris in den Nationalpark gestartet.

## Besonderes
Matambwe ist auch eine Bantu-Ethnie in Tansania und Mosambik, auch Makonde genannt. Ihre Clans wurden jedoch durch den Stamm der Wagoni zersprengt. Die Matambwe leben jetzt weit verteilt in Tansania.